# Santa Josefa, Agusan del Sur
Santa Josefa là một đô thị hạng 4 ở tỉnh Agusan del Sur, Philippines. Theo điều tra dân số năm 2015, đô thị này có dân số 26.729 người trong.

## Các khu phố (barangay)
Santa Josefa được chia thành 11 khu phố (barangay).
- Angas
- Aurora
- Awao
- Tapaz
- Patrocinio
- Poblacion
- San Jose
- Santa Isabel
- Sayon
- Concepcion
- Pag-asa